# گریز یوسف از زلیخا
گریز یوسف از زلیخا نام نگاره‌ای از کمال‌الدین بهزاد است. این نگاره، برای نسخه‌ای از کتاب بوستان سعدی در سال ۸۹۳ ه.ق به تصویر در آمده و واقعه‌ی گریختن یوسف از زلیخا را نشان می‌دهد. بهزاد برای فضاسازی این اثر علاوه بر اشعار سعدی از اشعار شاعر زمانه‌ی خودش جامی در وصف داستان یوسف و زلیخا نیز بهره برده‌است. در این اثر هشت بیت شعر وجود دارد که خوشنویسی آن به قلم سلطان علی مشهدی است. 

## ویژگی های اثر
از ویژگی‌های بارز که در بیشتر نگارگری‌های این دوره یعنی مکتب هرات می‌توان مشاهده کرد، همزمانی مفهوم فضا و زمان است که بیرون و درون صحنه در یک قاب است که در این اثر نیز به خوبی دیده‌ می‌شود. ویژگی دیگر آن وجود جنبش و حرکت فراوان معماری کاخ زلیخا است. بیان هندسی پلکان و زوایای زیگزاگی با رنگهای متنوع باعث گردش بیشتر چشم می‌شود و تلویحا عبور یوسف از هفت حجره که برای رسیدن به اندرونی زلیخا را باید طی می‌کرد القا می‌کند.  تزیینات هندسی و طرحهای اسلیمی از عوامل مهم در القای زیبایی در این نگاره است. 

## رنگ
از نظرگاه رنگی بهزاد از رنگهای متضاد و مکمل مانند شنگرف و سرخ، زمردی، لاجوردی و آبی و سبز استفاده کرده‌است. در این نگاره اگرچه جامی و سعدی اشاره‌ای به رنگ لباس یوسف و زلیخا نکرده‌اند اما بهزاد از طریق تاثیر متقابل رنگهای مکمل یعنی سبز و شنگرف برای القای نمادین این دو شخصیت در رنگ لباسشان انتخاب کرده‌است. در فرهنگ نمادین رنگها، سبز نشانه‌ای از پیامبری و پاکی و پاکدامنی است. این رنگ علاوه بر استفاده در لباس یوسف در در و بادگیر کاخ هم استفاده شده‌است که شاید بتوان گفت مسیر گریز یوسف از زلیخا به سمت الوهیت و پناه بردن به خدا نشان ‌می‌دهد. در مقابل رنگ سرخ شنگرفی شهوانیت و نفسانیت زلیخا را القا می‌کند.  